# 라즈크리제

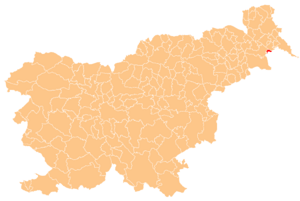
라즈크리제의 위치

라즈크리제(슬로베니아어: Raskrižje, 헝가리어: Ráckanizsa 라츠커니저[*])는 슬로베니아의 도시로 면적은 9.8km2, 높이는 367m, 인구는 260명(2012년 기준), 인구 밀도는 26.53명/km2이다.